# Everytime We Touch (chanson de Maggie Reilly)
Pour les articles homonymes, voir Everytime We Touch.
Singles de Maggie Reilly
What About Tomorrow's Children
(1991) Wait
(1992)
Everytime We Touch est une chanson interprétée par la chanteuse écossaise Maggie Reilly qu'elle a coécrite avec Stuart Mckillop, la musique étant composée par Peter Risavy. Sortie en single en 1992, elle est extraite de l'album Echoes.
Elle connaît le succès dans plusieurs pays d'Europe, notamment en Norvège où elle se classe numéro un des ventes pendant huit semaines consécutives.
Le groupe de handsup allemand Cascada a en partie repris la chanson en 2005 avec son tube également intitulé Everytime We Touch, empruntant l'air et les paroles du refrain, tandis que les couplets sont originaux,.
La chanteuse autrichienne Tamee Harrison (en) l'a reprise avec succès en 2003, sa version est arrivée 4e du classement officiel des singles en Autriche.  
Le groupe d'electronicore Electric Callboy l'a reprise à son tour en 2023 en utilisant des éléments typiques de la musique techno (sonorité) et de la musique metal (technique de chant).  

## Classements hebdomadaires
| Classement (1992-1993)                 | Meilleure position |
| -------------------------------------- | ------------------ |
| Allemagne (Media Control AG)           | 16                 |
| Autriche (Ö3 Austria Top 40)           | 5                  |
| Belgique (Flandre Ultratop 50 Singles) | 47                 |
| Norvège (VG-lista)                     | 1                  |
| Pays-Bas (Single Top 100)              | 63                 |
| Suède (Sverigetopplistan)              | 34                 |
| Suisse (Schweizer Hitparade)           | 24                 |